# Сара Геккен
Са́ра Ге́ккен (нім. Sarah Hecken; *27 серпня 1993, Мангейм, Німеччина) — німецька фігуристка, що виступає у жіночому одиночному фігурному катанні. Вона — дворазова чемпіонка своєї країни з фігурного катання (2008 і 2010), від сезону 2009/2010 учасниця дорослих міжнародних змагань з фігурного катання (на Чемпіонаті Європи з фігурного катання була 16-ю).

## Кар'єра
Сара Геккен почала кататися на ковзанах у 3-річному віці в рідному Мангеймі. У 14 років вона виграла свій перший «дорослий» Чемпіонат Німеччини з фігурного катання 2008 року, але через вікові обмеження Міжнародного союзу ковзанярів (15 років), не брала участі у дорослих міжнародних стартах сезону (європейська і світова першості), натомість на Чемпіонаті світу з фігурного катання серед юніорів 2008 року посіла пристойне 8-ме місце.
Наступного року Сара змогла посісти лише 4-те місце на Національній Німецькій першості з фігурного катання 2009 року, й, звичайно, не потрапила на Чемпіонати Європи та світу сезону, а от на юніорській першості з фігурного катання 2009 року покращила торішній результат на 1-шу позицію, ставши 7-ю.
У 2009 році Німецький союз ковзанярів для відбору на Олімпійські ігри-2010, встановив наступну схему: спортсмени мали набрати певну суму балів на одних з перших трьох міжнародних змаганнях сезону, в яких вони візьмуть участь. Для жіночого одиночного катання норматив склав 128 балів. Сара виконала його на турнірі Nebelhorn Trophy — 2009, отримавши там 130,73 балів (7-ме місце) і, таким чином, увійшла у Олімпійську Збірну Німеччини на турнір одиночниць у Ванкувері. Згодом, у цьому ж сезоні, Сара вдруге виграла Чемпіонат Німеччини з фігурного катання 2010 року.
У січні 2010 року на дебютному для себе Чемпіонаті Європи з фігурного катання 2010 року Сара Геккен посіла 16-е місце.

## Спортивні досягнення
| Сезони/Змагання                                    | 2003/2004 | 2004/2005 | 2005/2006 | 2006/2007 | 2007/2008 | 2008/2009 | 2009/2010 |
| -------------------------------------------------- | --------- | --------- | --------- | --------- | --------- | --------- | --------- |
| Зимові Олімпійські ігри                            |           |           |           |           |           |           |           |
| Чемпіонати Європи з фігурного катання              |           |           |           |           |           |           | 16        |
| Чемпіонати світу з фігурного катання серед юніорів |           |           |           |           | 8         | 7         |           |
| Чемпіонати Німеччини з фігурного катання           | 2N        | 1N        | 1Y        | 1J        | 1         | 4         | 1         |
| Етапи Гран-Прі: «Skate America»                    |           |           |           |           |           |           | 8         |
| Етапи Гран-Прі: «Skate Canada»                     |           |           |           |           |           |           | 9         |
| Турніри: «Nebelhorn Trophy»                        |           |           |           |           |           | 9         | 7         |
| Турніри: «Coupe de Nice»                           |           |           |           |           |           |           | WD        |
| Меморіали Ондрея Непела                            |           |           |           |           |           | 3         |           |
| Турніри: «Triglav Trophy»                          |           |           |           |           |           | 1         |           |
| Етапи юніорського Гран-Прі, ПАР                    |           |           |           |           |           | 5         |           |
| Етапи юніорського Гран-Прі, Італія                 |           |           |           |           |           | 3         |           |
| Етапи юніорського Гран-Прі, Німеччина              |           |           |           |           | 1         |           |           |
| Етапи юніорського Гран-Прі, Австрія                |           |           |           |           | 13        |           |           |

- N = рівень новачків, Y = молодіжний рівень, J = юніорський рівень, WD = знялась зі змагань

## Виноски
1. ↑  Система відбору на Олімпійські ігри у Ванкувері [Архівовано 27 жовтня 2010 у Wayback Machine.] (нім.)
2. ↑  DOSB nominiert die ersten 44 Aktiven für Vancouver [Архівовано 25 лютого 2010 у Wayback Machine.] (нім.)